# Jasov
Jasov (niem. Jossau/Joss, węg. Jászó) – wieś na Słowacji, położona na zachód od Koszyc.

## Położenie
Leży w dolinie Bodvy na pograniczu Rudaw Słowackich i Krasu Słowackiego, na zachodnim skraju Kotliny Koszyckiej. Zabudowania wsi rozłożyły się w większości na lewym brzegu Bodvy, nad której prawym brzegiem wznoszą się na wysokość 70-80 metrów urwiste zbocza Jasovskiej Skały, wyznaczającej tu wschodni kraniec Płaskowyżu Jasovskiego. Przez wieś przebiega linia kolejowa, łącząca Medzev (na północy) z miastem Moldava nad Bodvou.

## Historia
Tereny wsi i jej najbliższe okolice były zamieszkane nieprzerwanie od epoki kamiennej. W XI wieku obszar ten został zajęty przez króla Węgier Kolomana. Po okresie najazdów tatarskich w 1241, dolina Bodvy została skolonizowana przez królów węgierskich osadnikami niemieckimi oraz węgierskimi, którzy zaczęli rozwijać tu górnictwo rud, hutnictwo i obróbkę metali.
26 grudnia 1487 r. Jasov przystąpił do związku siedmiu wolnych miast górniczych wschodniej Słowacji i północnych Węgier (słow.: Zväz hornouhorských banských miest), tzw. drugiej (późniejszej) Heptapolitany.
Po roku 1846 w okolice Jasova przybyła liczna grupa polskich osadników z powiatu sanockiego, zatrudnianych w nowo powstałych hutach i kopalniach. Do roku 1918 i od 1938 do 1945 Jasov znajdował się w Królestwie Węgier.

## Zabytki
- Późnobarokowy kompleks klasztorny zakonu norbertanów, zaprojektowany przez Franza Antona Pilgrama, zbudowany w latach 1750-1766. Wykonanie wystroju zespołu, zwłaszcza kościoła klasztornego, jest dziełem malarza Johanna Lukasa Krackera, rzeźbiarza Johanna Antona Kraussa i sztukatora Johanna Hennevogela.

- Słabo widoczne pozostałości zamku Jasov na szczycie Jasovskiej Skały, w której zboczach znajduje się Jaskinia Jasowska. Zamek powstał zapewne wkrótce po 1312 r., natomiast ok. 1436 r. ta niewielka warownia była już najprawdopodobniej opuszczona. Być może, że w latach 50. tego wieku przez pewien czas korzystały z niej jeszcze oddziały Jana Jiskry [6].

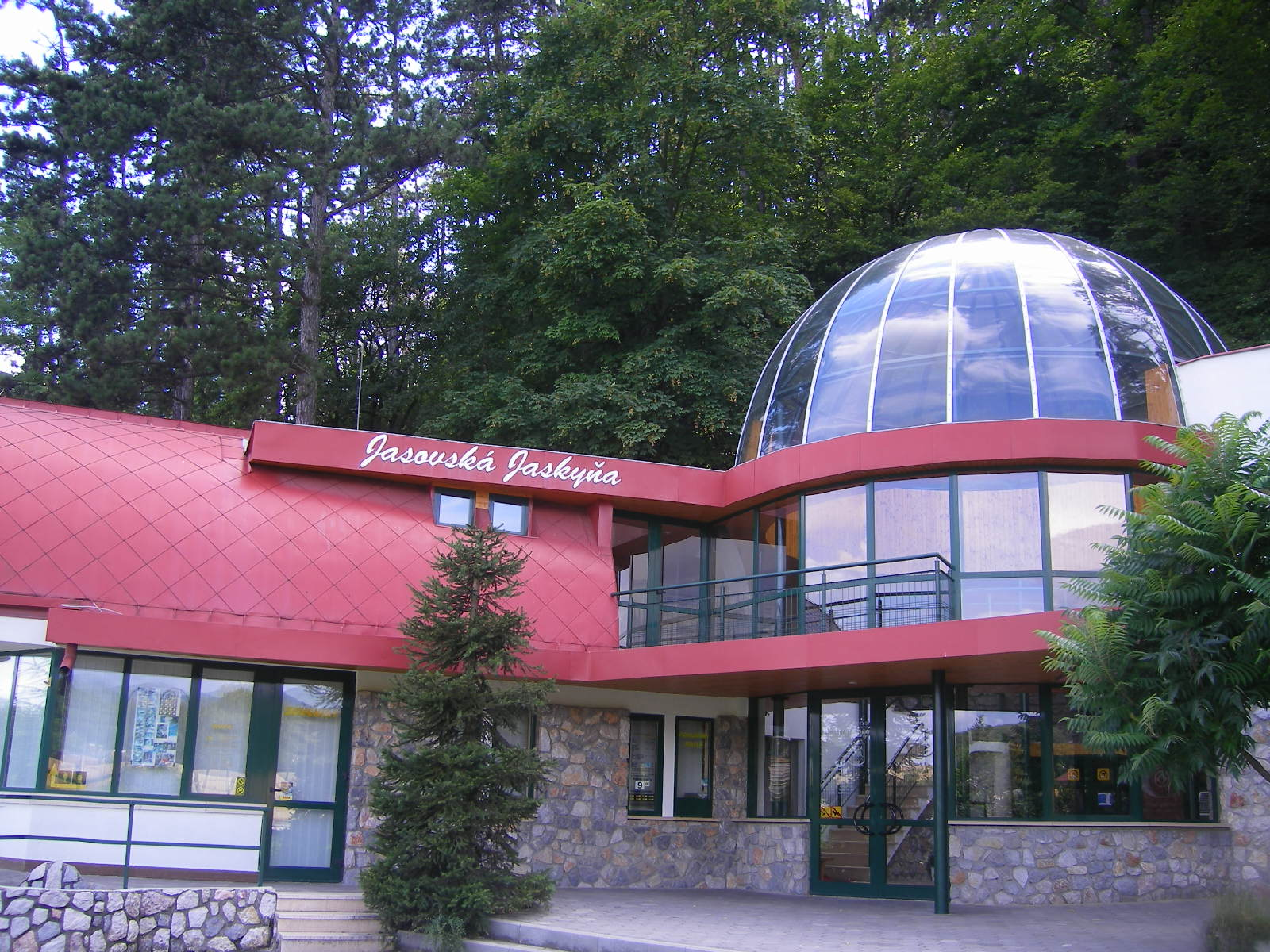
Budynek wejściowy Jaskini Jasowskiej
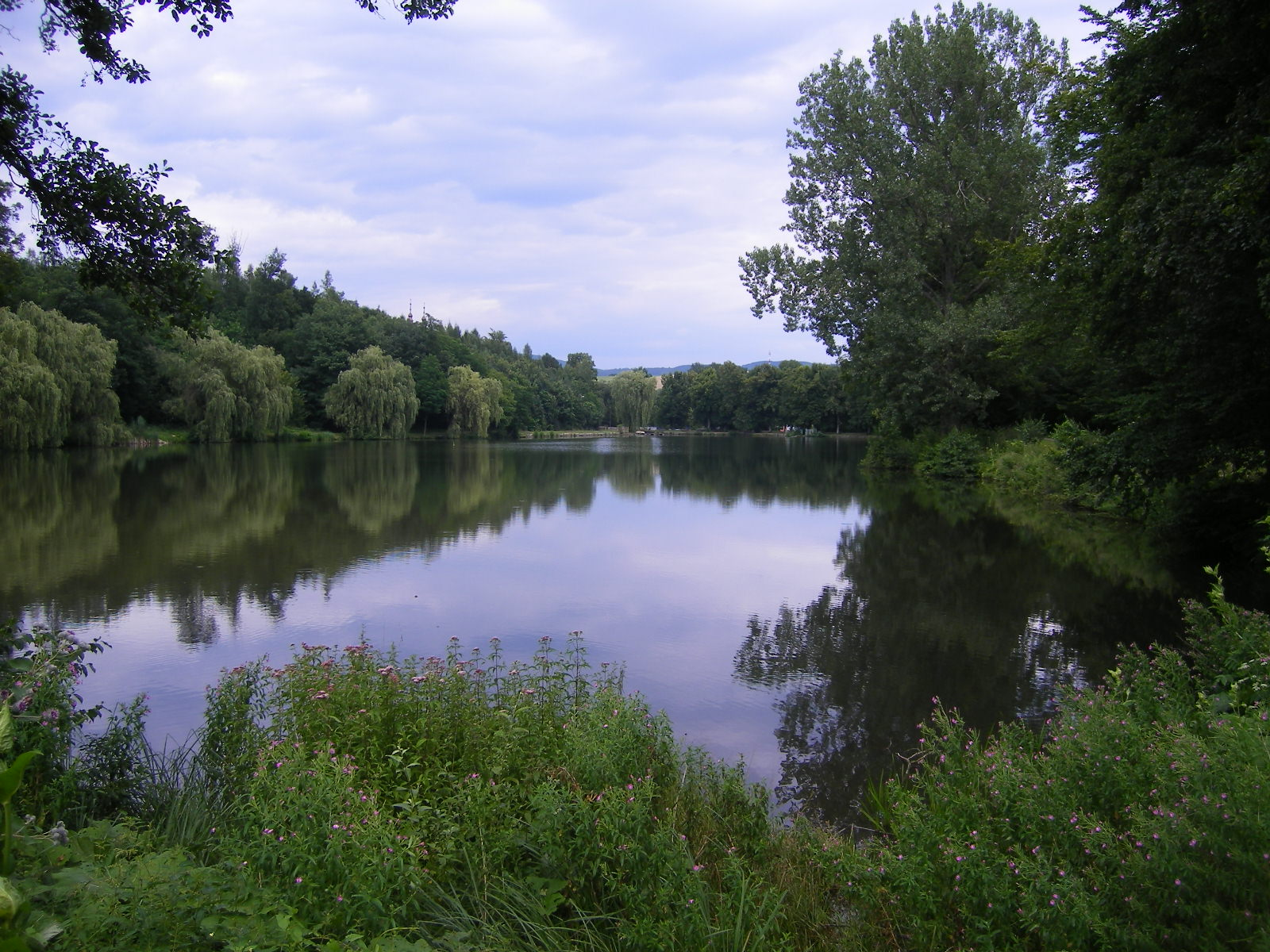
Sztuczne stawy w Jasovie (Jasovské rybníky)
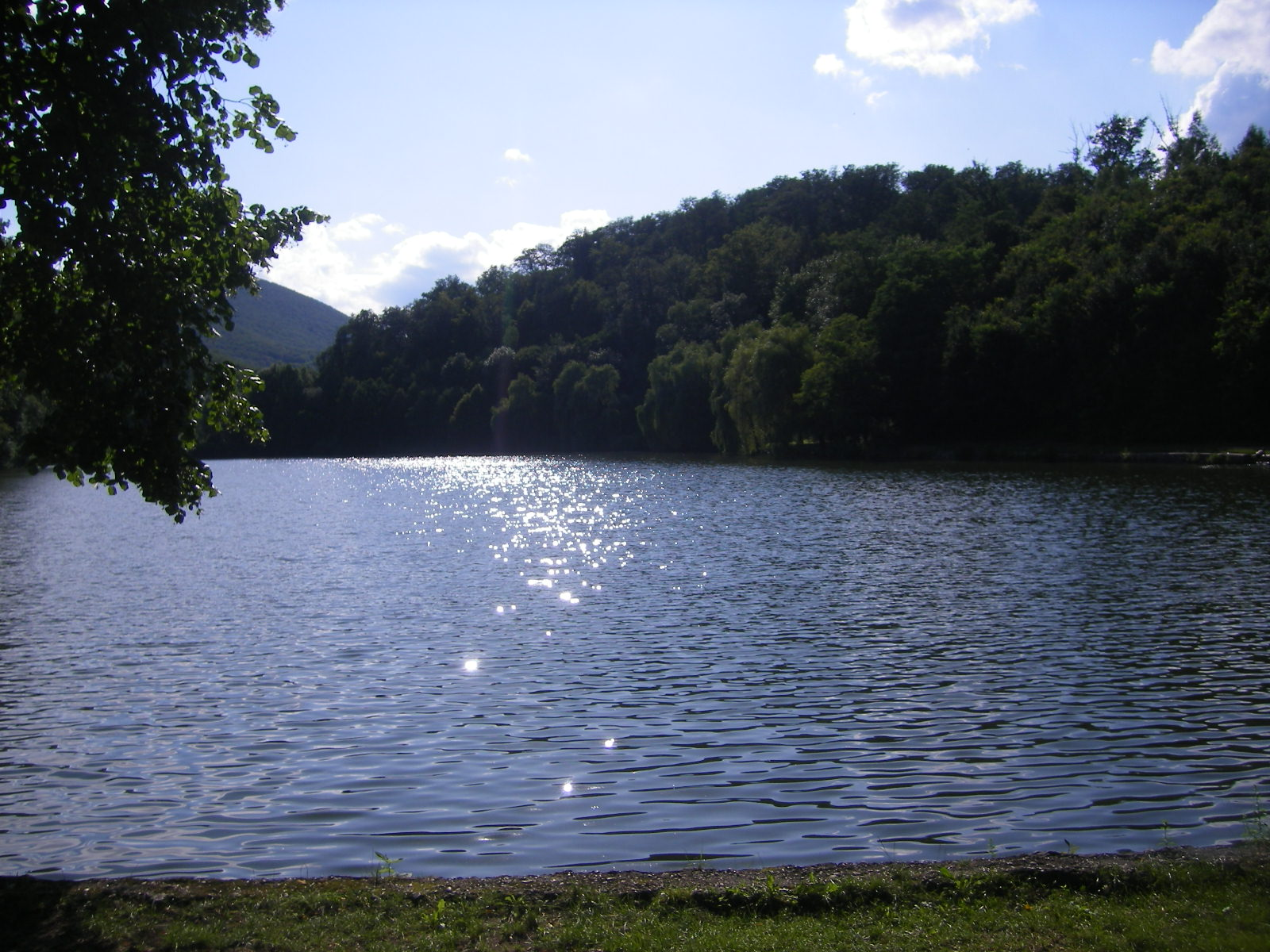
Sztuczne stawy w Jasovie (Jasovské rybníky)
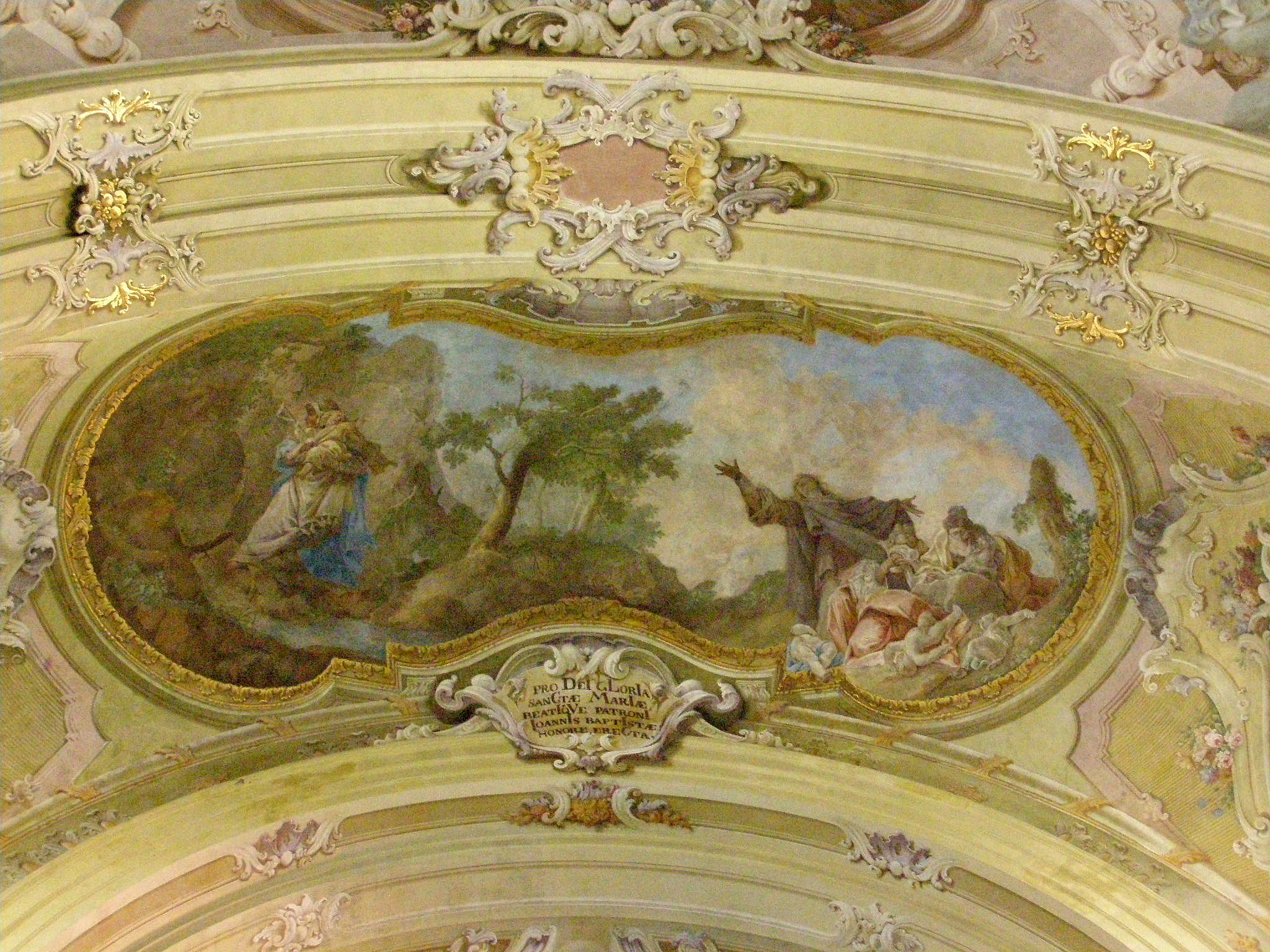
Jasov - wnętrza klasztoru
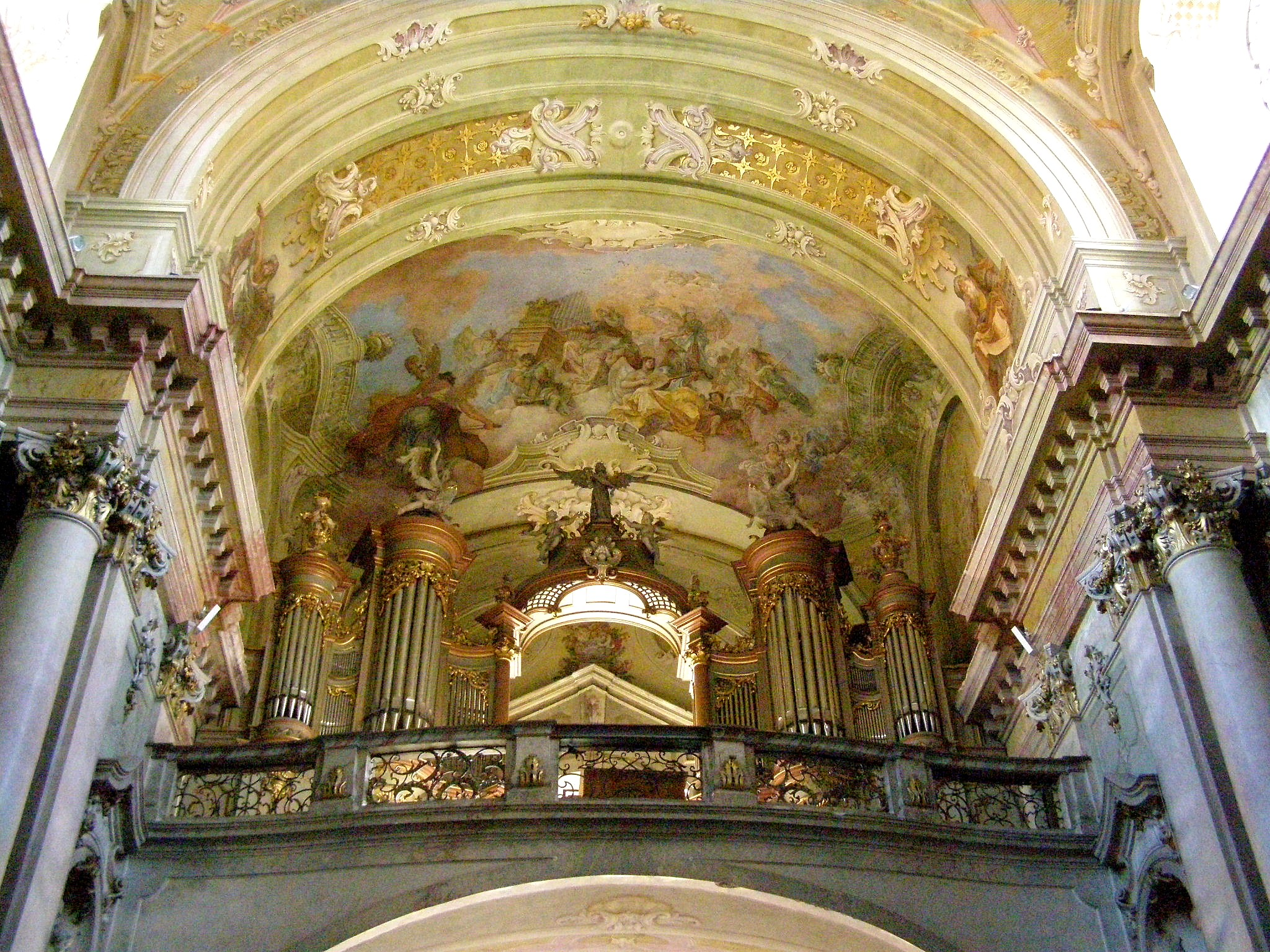
Jasov - wnętrza klasztoru

## Inne atrakcje
Na terenie wsi leży Jaskinia Jasowska - pierwsza turystycznie udostępniona (w 1846 r.) jaskinia na terenie dzisiejszej Słowacji.